# Суховерховка (Бурынский район)
Суховерховка (укр. Суховерхівка) — село,
Суховерховский сельский совет,
Бурынский район,
Сумская область,
Украина.
Код КОАТУУ — 5920987001. Население по переписи 2001 года составляло 379 человек .
Является административным центром Суховерховского сельского совета, в который, кроме того, входят сёла
Атаманское,
Дмитровка и
Нижняя Сагаревка.

## Географическое положение
Село Суховерховка находится на насстоянии в 2,5 км от правого берега реки Терн,
На расстоянии до 2-х км расположены сёла Нижняя Сагаревка, Дмитровка и Голуби.
По селу протекает пересыхающий ручей с запрудой.
Рядом проходит автомобильная дорога Т-2504.

## История
- Село основано в первой половине XVIII века.

## Экономика
- «Суховерховка», частная агрофирма.
- КСП «Красногвардеец».

## Объекты социальной сферы
- Школа І-ІІ ст.
- Дом культуры.